# Saint-Jean-de-Minervois
 Saint-Jean-de-Minervois  es una población y comuna francesa, situada en la región de Languedoc-Rosellón, departamento de Hérault, en el distrito de Béziers y cantón de Saint-Pons-de-Thomières.
El municipio se creó en 1908 con un territorio desgajado de Pardailhan. Por ello inicialmente se denominó Saint-Jean-de-Pardailhan, pero en 1936 se adoptó en nombre actual para facilitar la comercialización de los vinos locales.

## Demografía
| 200 | 182 | 151 | 146 | 135 | 115 |
| Para los censos de 1962 a 1999 la población legal corresponde a la población sin duplicidades (Fuente: INSEE [Consultar]) |     |     |     |     |     |